# Círculo de tumbas A

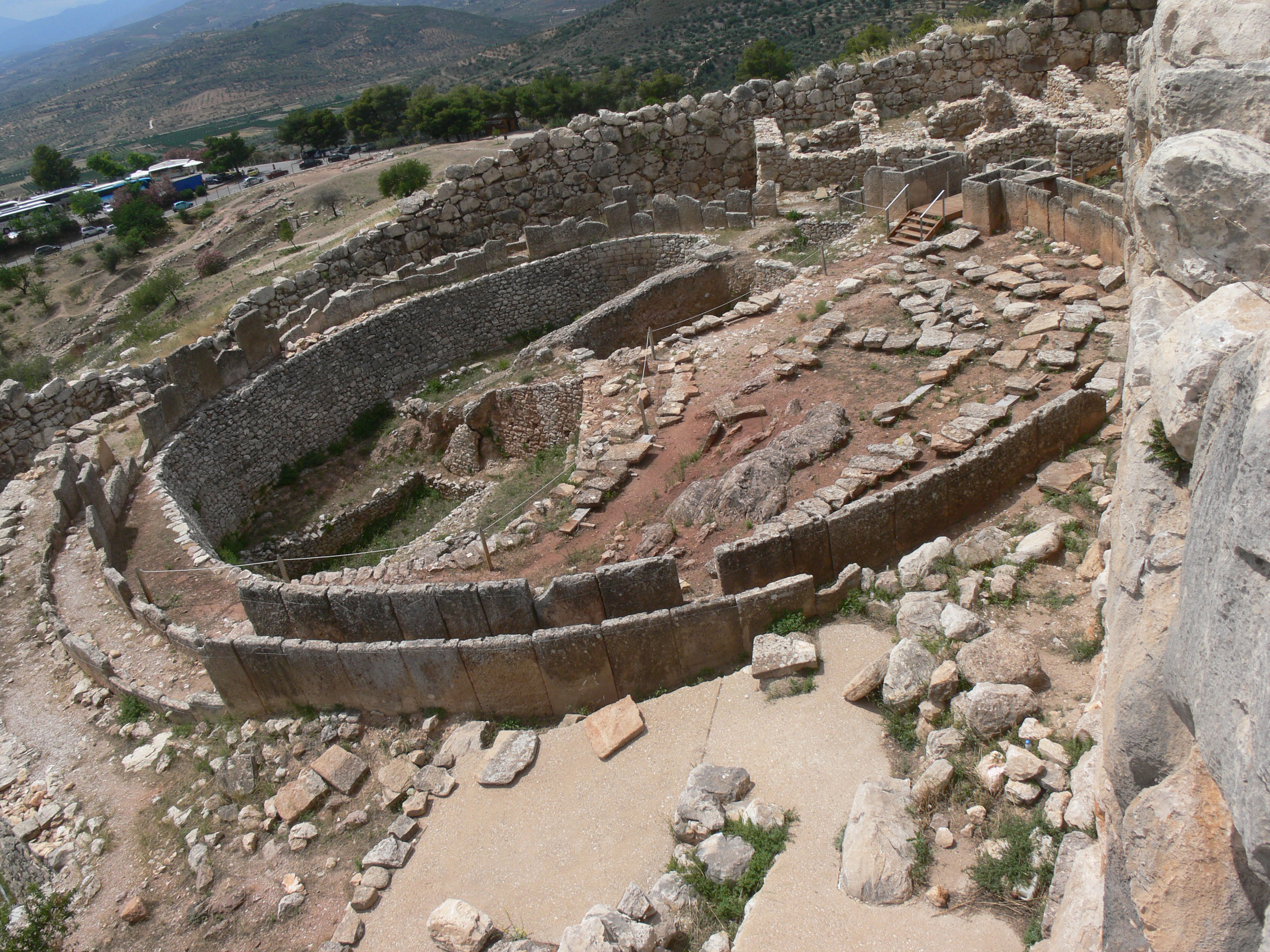
Restos del círculo de tumbas A.

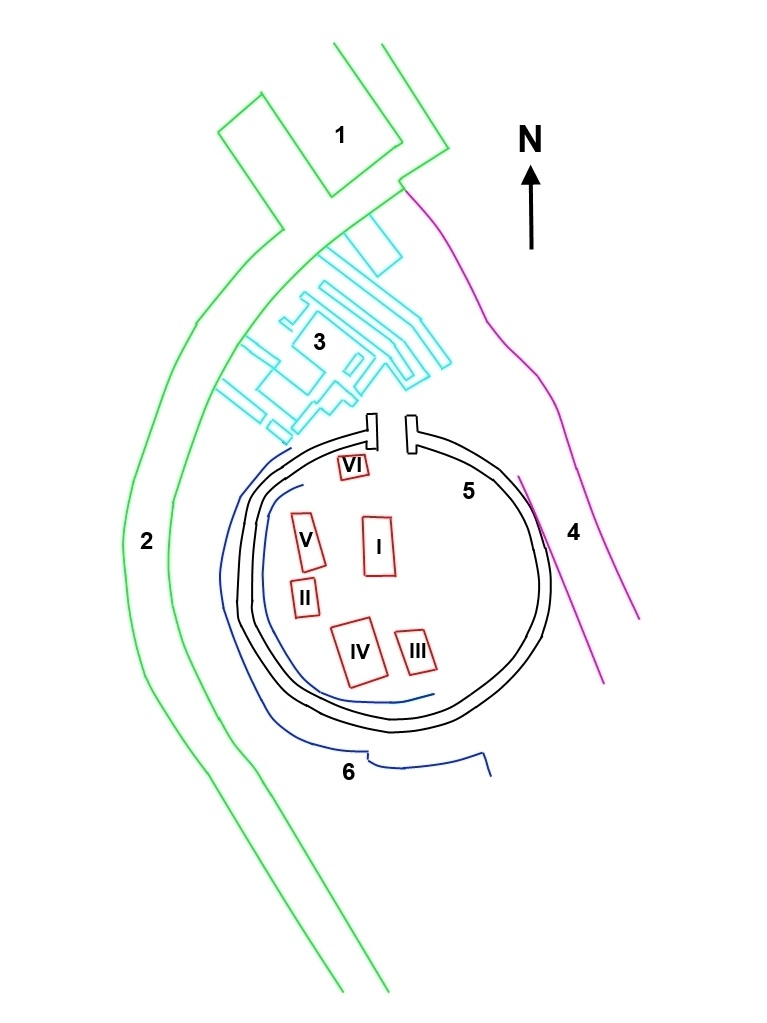
Plano del Círculo de tumbas A: 1-Puerta de los leones; 2-muralla ciclópea; 3-granero; 4-rampa; 5-círculo de tumbas; 6-muro de apoyo. En números romanos, del I al VI figura la distribución de las seis tumbas.

El Círculo de tumbas A es una necrópolis de la Edad del Bronce que se encuentra en el interior de la acrópolis de Micenas. Fue hallada en las excavaciones realizadas en 1876 por Heinrich Schliemann. En su interior se encontraron restos de cadáveres y abundantes objetos pertenecientes al ajuar funerario.  
La mayor parte de los objetos hallados se exponen en el Museo Arqueológico Nacional de Atenas. 

## Descubrimiento
El arqueólogo Heinrich Schliemann, que ya había descubierto las ruinas de Troya, estaba convencido de que las tumbas narradas por Pausanias se encontraban dentro de las murallas ciclópeas de la ciudadela de Micenas, puesto que dedujo que las murallas de la ciudad baja no pudo haberlas visto por haber sido demolidas mucho tiempo antes.
En julio de 1876 empezó la excavación, en las inmediaciones de la Puerta de los Leones. Días después, a unos doce metros de distancia, el equipo de Schliemann había localizado un círculo de losas verticales de 26 metros de diámetro. Dentro del círculo, encontraron varias estelas verticales de piedra, pareciendo lápidas de tumbas, algunas de ellas con bajorrelieves tallados. 
Más tarde fue hallado un altar circular con una abertura en forma de pozo. Schliemann dedujo que se trataba de un sistema para ofrecer a los muertos sangre de sacrificios.
Seguidamente excavaron bajo las lápidas y hallaron varias tumbas de fosa vertical. Tras los primeros hallazgos de objetos preciosos tales como una sortija de oro, Schliemann decidió que cada vez que llegaran a la limpieza final de una tumba, solo deberían seguir trabajando él, su esposa Sophia y el supervisor griego Panagiotis Stamatakis, sin contar con los obreros.
Entre noviembre y diciembre de 1876, Schliemann y Sophia descubrieron cinco tumbas y Panagiotis Stamatakis sacó a la luz una tumba más en 1877.

## Datación
Se considera que estas tumbas pertenecen a un periodo comprendido aproximadamente entre los años 1600 y 1500 a. C. Son algo más recientes que las del Círculo de tumbas B. 

## Descripción

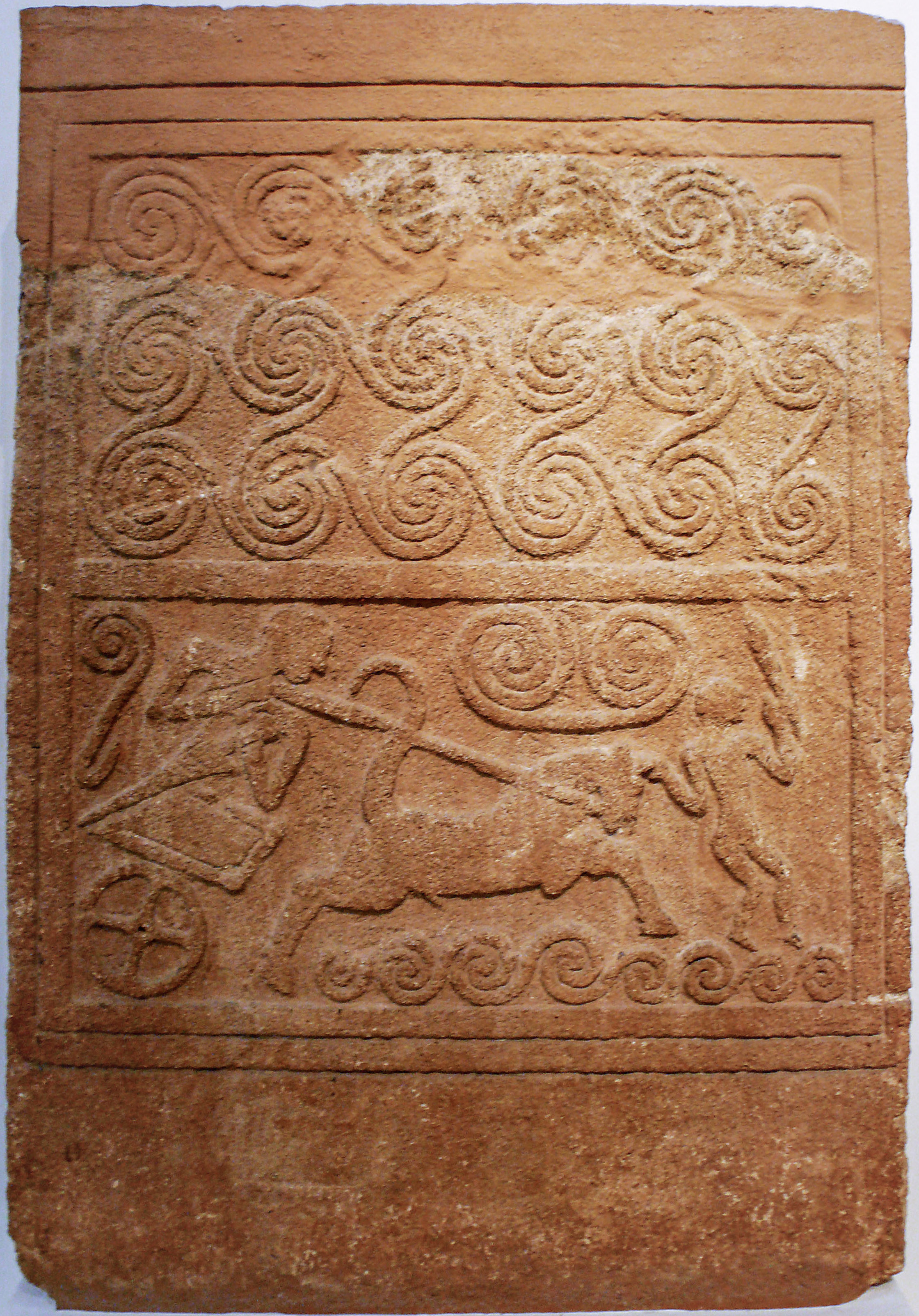
Estela funeraria de la tumba V con un relieve donde aparecen espirales que podrían representar olas y una escena de un carro conducido por un auriga y otra figura ante él, quizá un soldado armado. Se ha tratado de interpretar la escena como una escena bélica de una hazaña realizada por el difunto o también como una carrera de carros.

Cada una de las tumbas se compone de una fosa rectangular cuyas medidas oscilan de 1 a 4,5 metros de profundidad y de 3 a 6 metros de longitud. En los sepulcros fueron hallados restos de 19 personas, dos de ellas niños. Había doce estelas que señalaban el lugar de las sepulturas.
Los números de las tumbas se han tomado a partir de la documentación aportada por Stamatakis.  Algunas de ellas no coinciden con los números asignados por Schliemann. Los ajuares funerarios hallados en el interior de cada una de las tumbas comprendían una importante cantidad de objetos de lujo y armas:
En la tumba I (tumba II según Schliemann) había tres esqueletos de mujeres. Un esqueleto estaba cubierto de tres grandes hojas de oro, brazaletes y discos decorados y a su lado se hallaban vasos de bronce, copas de plata y oro y un frasco de marfil.
En la tumba II (a la que Schliemann asignó el número V) se halló un esqueleto de un hombre con un ajuar de una copa de oro, una diadema de oro, armas de bronce y recipientes de cerámica.
En la tumba III se encontraron esqueletos de tres mujeres y dos niños cubiertos de joyas de oro (particularmente alfileres y anillos) y rodeadas de cientos de hojas con adornos de mariposa y espirales, cetros de plata, gemas de ágata y amatista y una diadema de oro con motivos florales. También había balanzas de oro.
En la tumba IV se hallaron huesos de cinco individuos: dos mujeres y tres hombres. Cada hombre tenía una máscara funeraria y sus cuerpos estaban cubiertos de ornamentos de oro. A su lado había dos coronas, ocho diademas, anillos y brazaletes de oro y plata, una treintena de espadas, numerosos puñales —entre los que destaca uno decorado con una escena de la caza del león—, cuchillos, vasos de materiales diversos —entre ellas una que ha sido denominada copa de Néstor, de oro y otra llamada cratera de la batalla, de plata—, ritones de varios materiales —uno de ellos  con una cabeza de león, de oro—, perlas de ámbar, sesenta dientes de jabalí y treinta y ocho puntas de flecha.
En la tumba V (llamada tumba I por Schliemann) había tres cuerpos, uno de ellos sin adornos. Sobre los otros dos habían sendas máscaras de oro, entre ellas la llamada máscara de Agamenón. Entre el ajuar había armas, corazas de oro, parlas de ámbar, un ritón y una caja hexagonal de madera recubierta de láminas de oro decoradas con relieves.
La tumba VI contenía los esqueletos de dos hombres junto a armas, recipientes de cerámica, una copa de oro y dos rodilleras de oro.
Algunos de estos objetos son de procedencia cretense.

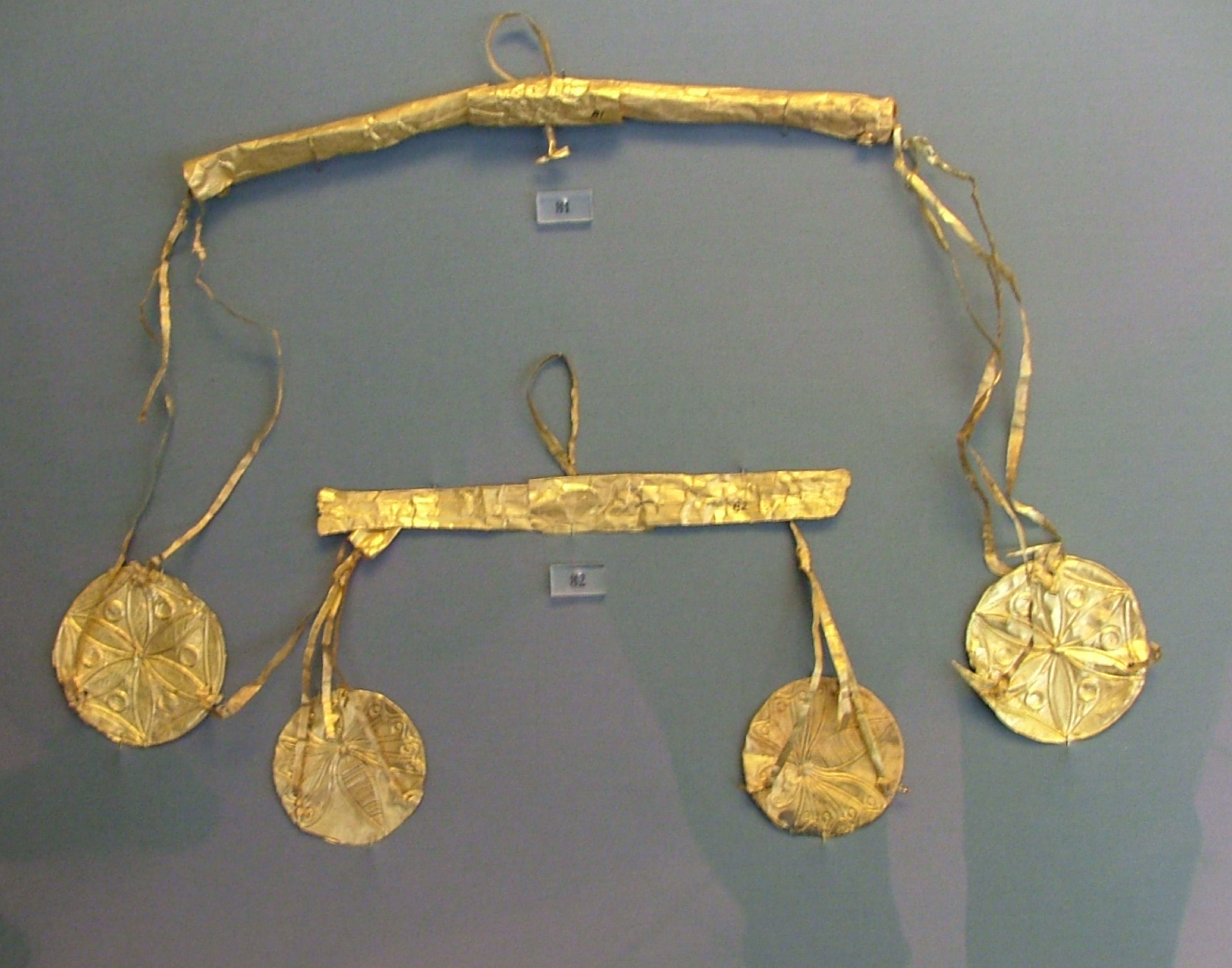
Balanzas de oro halladas en varias de las tumbas del círculo A.
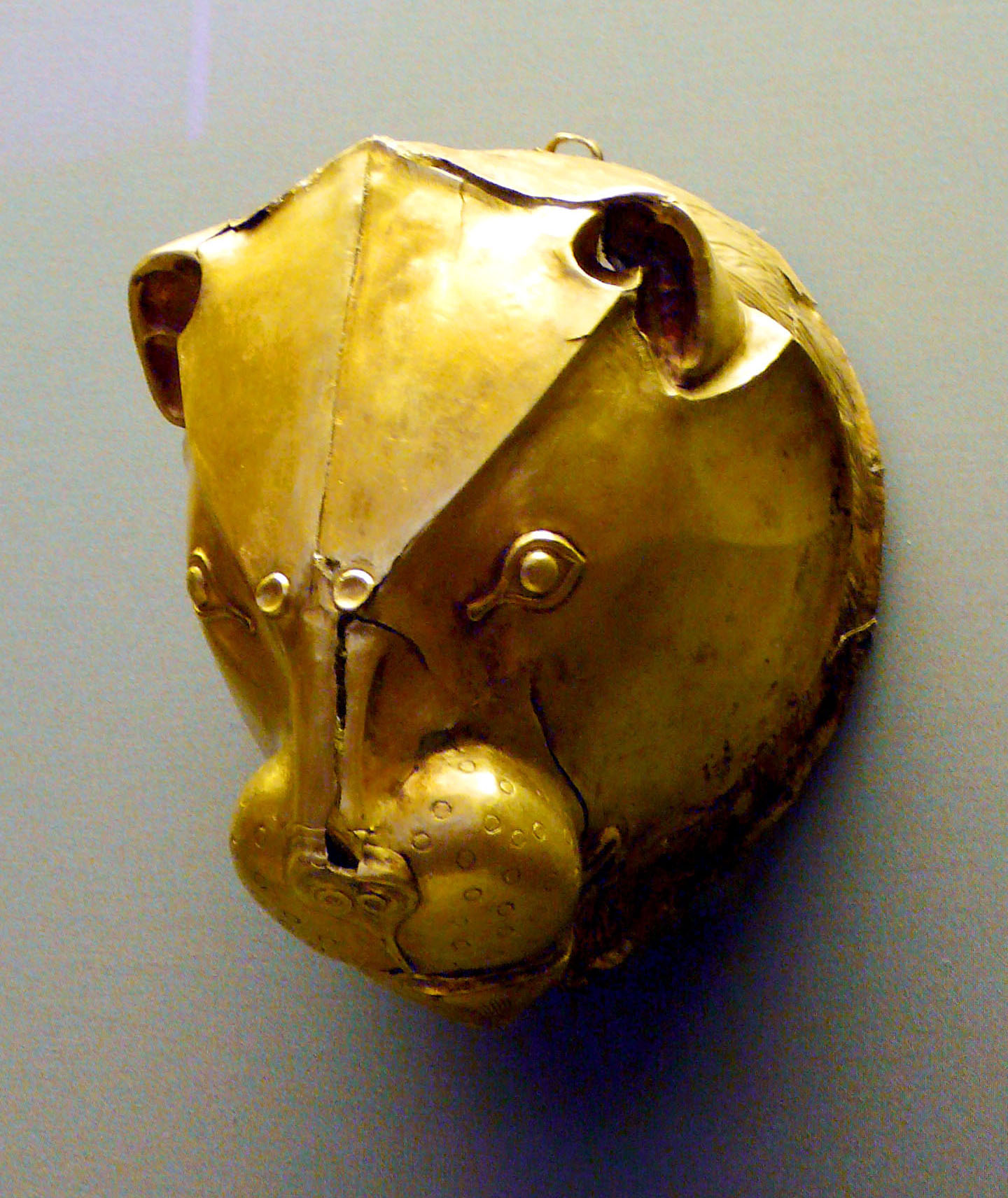
Ritón con forma de cabeza de león, hallado en la tumba IV.
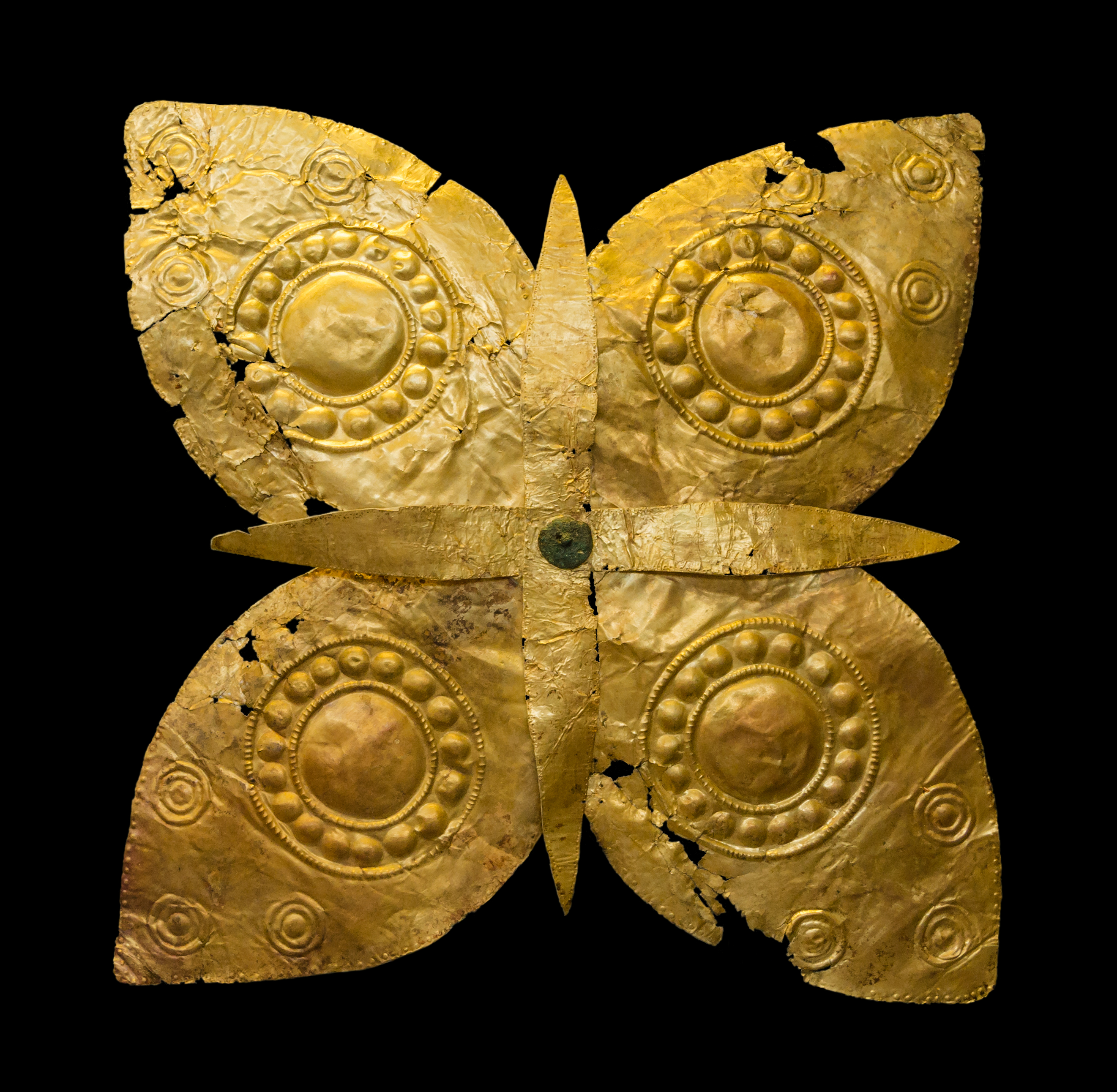
Adorno de oro con forma de mariposa de la tumba III.
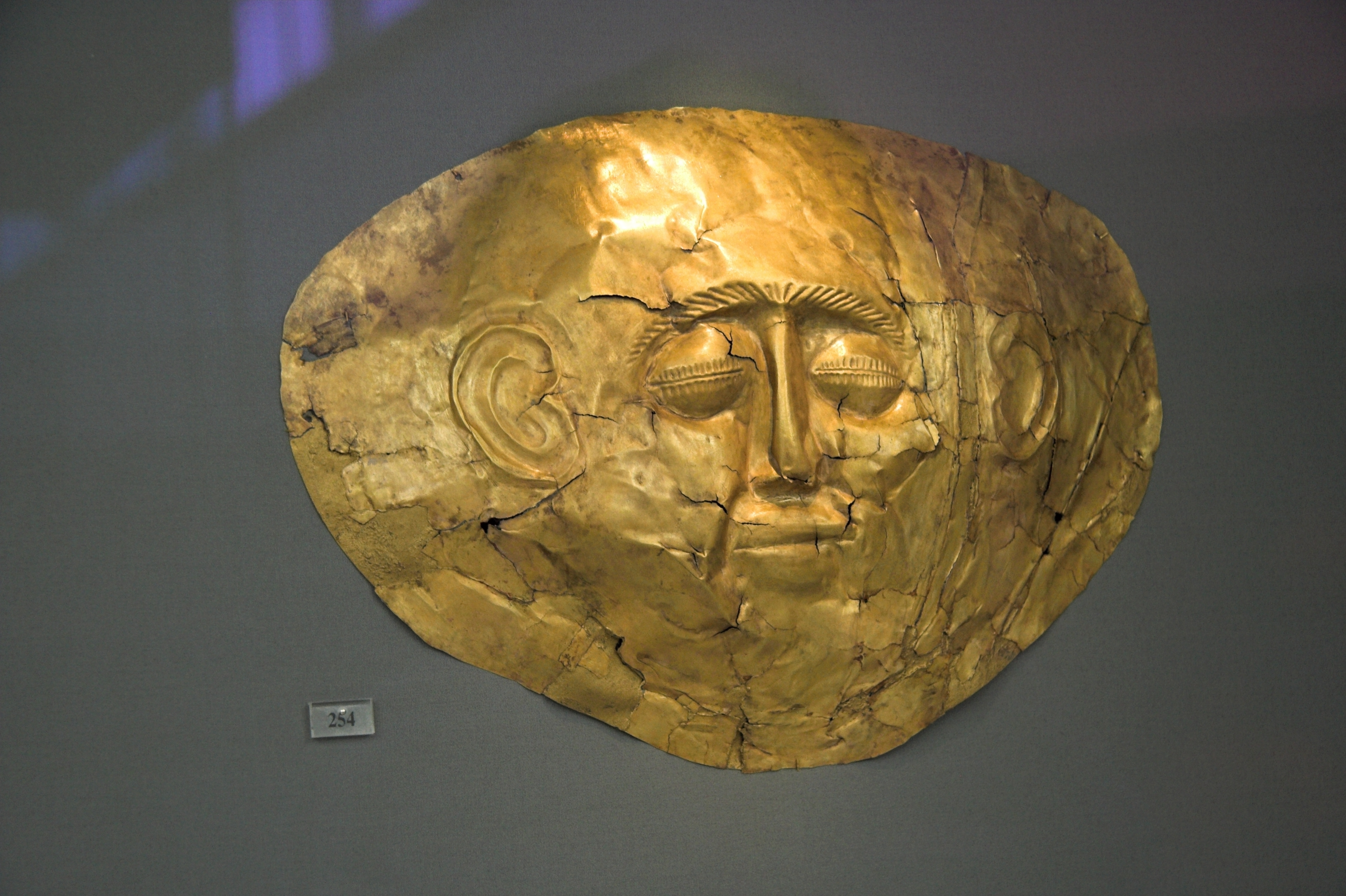
Una de las máscaras funerarias de oro halladas en la tumba IV.
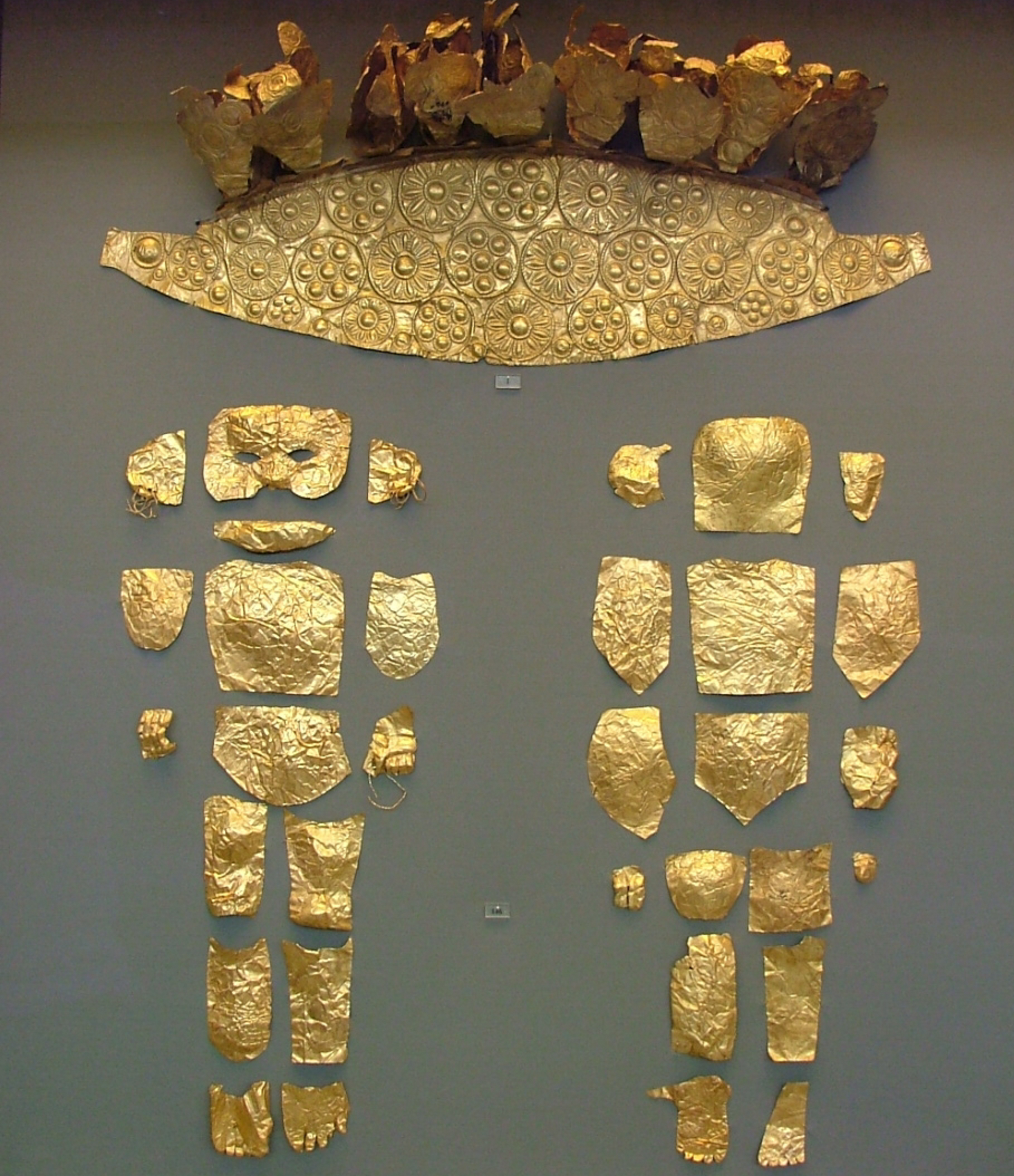
Diadema y láminas de oro halladas en la tumba III. Estas últimas recubrían los restos de dos niños.